# Dolinka (okres Veľký Krtíš)
Dolinka (maď. Inám) je obec na Slovensku v okrese Veľký Krtíš.

## Pamětihodnosti
- Římskokatolický kostel sv. Jiří, moderní jednolodní stavba z roku 1931, postavená na místě starého kostela z roku 1697. Kostel má polygonálně ukončený presbytář a představenou věž. Věž byla poškozena během druhé světové války, kostel byl následně obnovován. V interiéru se zachovala kamenná renesanční křtitelnice ze starého kostela, pocházející ze 16. století. Zařízení kostela je novodobé.
- Kaple Neposkvrněné Panny Marie z let 1908–1909, jednolodní stavba s polygonálním uzávěrem. Stojí ve dvoře domu č. 10.
- Boží muka z roku 1853, čtvercová stavba s trojúhelníkovým štítem, je umístěna mezi vinicemi.
- Kurie (slovensky kúria) Kálmána Sőtéra, jedná se o neoklasicistní jednopodlažní stavbu na půdorysu obdélníku. Místnosti kurie mají rovné stropy s fabionem. Fasády jsou dekorovány klasicistním tvaroslovím. Původně se nacházela uprostřed rozsáhlého parku, který byl později rozparcelován.